# Jordi Font
Jordi Font Ferrer (ur. 1 maja 1975 w Barcelonie) – hiszpański snowboardzista, specjalizujący się w snowcrossie, uczestnik Zimowych Igrzysk Olimpijskich 2006 w Turynie i Zimowych Igrzysk Olimpijskich 2010 w Vancouver. Podczas igrzysk w Turynie zajął 4. miejsce w snowcrossie. Cztery lata później w Vancouver z powodu kontuzji nie ukończył rywalizacji i ostatecznie nie został sklasyfikowany. Był zawodnikiem klubu La Surdera Gironina.

## Sukcesy

### Igrzyska olimpijskie
| Miejsce | Dzień     | Rok  | Miejscowość | Konkurencja    | Zwycięzca    |
| ------- | --------- | ---- | ----------- | -------------- | ------------ |
| 4.      | 16 lutego | 2006 | Turyn       | Snowboardcross | Seth Wescott |
| DNF     | 15 lutego | 2010 | Vancouver   | Snowboardcross | Seth Wescott |

### Mistrzostwa Świata
| Miejsce | Dzień       | Rok  | Miejscowość          | Konkurencja       | Zwycięzca           |
| ------- | ----------- | ---- | -------------------- | ----------------- | ------------------- |
| 31.     | 22 stycznia | 2001 | Madonna di Campiglio | Gigant            | Jasey-Jay Anderson  |
| DNF     | 24 stycznia | 2001 | Madonna di Campiglio | Gigant równoległy | Nicolas Huet        |
| 49.     | 26 stycznia | 2001 | Madonna di Campiglio | Slalom równoległy | Gilles Jaquet       |
| 24.     | 28 stycznia | 2001 | Madonna di Campiglio | Snowboardcross    | Guillaume Nantermod |
| 34.     | 19 stycznia | 2003 | Kreischberg          | Snowboardcross    | Xavier de le Rue    |
| 18.     | 16 stycznia | 2005 | Whistler             | Snowboardcross    | Seth Wescott        |
| 21.     | 14 stycznia | 2007 | Arosa                | Snowboardcross    | Xavier de le Rue    |
| DNS     | 20 stycznia | 2009 | Kangwŏn              | Gigant równoległy | Jasey-Jay Anderson  |

### Puchar Świata

#### Miejsca w klasyfikacji generalnej
- 1997/1998 - 127.
- 2000/2001 - -
- 2001/2002 - 46.
- 2002/2003 - 14.
- 2003/2004 - -
- 2004/2005 - -
- 2005/2006 - 116.
- 2006/2007 - 175.
- 2008/2009 - 252.
- 2009/2010 - 352.

#### Miejsca na podium
Font nigdy nie stawał na podium zawodów PŚ.